# 下り特急「富士」殺人事件
『下り特急「富士」殺人事件』（くだりとっきゅうふじさつじんじけん）は、西村京太郎の長編推理小説。1983年に光文社から刊行された。
『北帰行殺人事件』で逮捕された元刑事・橋本豊のその後が描かれる作品。
ちなみにこの作品の中盤で橋本は誤認逮捕されてしまうが、彼はのちの作品でもたびたび逮捕されてしまう。

## あらすじ
かつて、恋人をレイプした犯人五人組をはるばる北海道まで追いかけ、次々と復讐した橋本豊元刑事は事件後、網走刑務所に服役していた。
元刑事という事で、刑務所内でも異端扱い避けていた橋本は、日ごろの恨みを晴らそうと襲って来た男から庇ってもらった事で宇野晋平という老受刑者と知り合った。
その宇野受刑者が、橋本をかばった時についた傷がもとで死亡。その事を、出所する直前に知らされた橋本は後悔の念にさいなまれる事になってしまう。
そして、出所する当日。刑務所長から、宇野の遺品を東京在住の宇野の知人に届けてくれるよう頼まれた橋本は、刑務所前で彼を待っていた女性記者・青木亜木子と一緒に東京へ。
刑務所で教えてもらったその人物・小田切正のもとを訪ねるが、そこで待っていたのはなんと小田切のニセモノだった。
それに気づいた橋本がニセモノを追っ払うと、今度は本物の小田切から電話がかかってきて、特急富士の中で遺品を渡してくれないかと頼まれる。
橋本は亜木子を伴い乗車。その直後から、橋本の取ったコンパートメントが何者かに家探しれたり、小田切の恋人を名乗る謎の女が接近して来たりと異常事態が続いた。
小田切らしき人物が、車内から忽然と姿を消してしまうというトラブルを経て、一行は宇佐に到着。
異変はここでも続き、ついには亜木子が誘拐されてしまうという最悪の事態へと発展した。
果たして、橋本の旅路の終着には何が待っているのだろうか…？

## 登場人物

### 警視庁捜査一課
- 十津川省三
- 亀井定雄

### 各都道府県警

#### 宮崎県警
- 五井刑事
- 刑事部長

### 事件関係者
- 橋本豊 -  元東京警視庁捜査一課勤務の刑事。
- 青木亜木子 - 雑誌「旅窓」の記者。
- 宇野晋平 -  網走刑務所に収監されていた老受刑者。
- 小田切正 - 宇野の知人。
- 戸田きみ子 - 小田切の知人だという謎の女性。